# Root LU
| LU ist das Kürzel für den Kanton Luzern in der Schweiz. Es wird verwendet, um Verwechslungen mit anderen Einträgen des Namens Root zu vermeiden. |

Root ist eine Einwohnergemeinde im Wahlkreis Luzern-Land des Kantons Luzern in der Schweiz. Bis 2007 gehörte Root zum ehemaligen Amt Luzern. Am 1. Januar 2025 wurde Honau eingemeindet.

## Geographie
Root liegt im Rontal zwischen Luzern und Zug. Ein regional bekannter Ortsteil ist Michaelskreuz. Von der Gesamtfläche der Gemeinde werden 51,1 % landwirtschaftlich genutzt. Weitere 27,9 % sind Wald und Gehölz und 16,6 % Siedlungsfläche. Der höchste Punkt der Gemeinde befindet sich auf dem Rooterberg, oberhalb der Kapelle Michaelskreuz auf 831 m ü. M., der tiefste an der Reuss auf 407 m ü. M.
Nachbargemeinden von Root sind im Uhrzeigersinn Gisikon, Risch im Kanton Zug, Dietwil im Kanton Aargau, Meierskappel, Udligenswil, Dierikon, Buchrain und Inwil.

## Bevölkerung
Zwischen 1798 und 1850 stieg die Bevölkerung stark an (1798–1850: +61,6 %). Die Einwohnerzahl sank danach von 1850 bis 1870 infolge Abwanderung leicht (1850–1870: −8,8 %). Die nachfolgende Dekade brachte einen starken Bevölkerungsanstieg (1870–1880: +47,3 %). Daraufhin folgte bis 1950 langsames Wachstum auf knapp über 2000 Einwohner (1880–1950: +49,4 %). Durch die verstärkte Ansiedlung von neuen Betrieben kam es in den 1950er-Jahren zu einem stürmischen Wachstum der Einwohnerschaft (1950–1960: +21,1 %). Anschliessend gab es bis 1980 nur noch einen geringen Bevölkerungsanstieg (1960–1980: +3,2 %). Wegen der verbesserten Verkehrsanschlüsse und der zentralen Lage zwischen den Wirtschaftszentren Luzern und Zug folgte wie in den anderen Gemeinden des Rontals ein starkes Wachstum (1980–2010: +72,6 %). Zwischen 2010 und 2016 hatte sich der Bevölkerungsanstieg deutlich verringert. Im Jahr 2017 erfolgte ein deutlicher Anstieg von mehr als fünf Prozent. Deshalb wurde im Jahr 2018 die Schwelle von 5000 Einwohnern erstmals überschritten.
Quellen: 1798–1837: Helvetische und kantonale Volkszählungen; Bundesamt für Statistik; 1850 bis 2000 Volkszählungsergebnisse, 2010 ESPOP, seit 2011 STATPOP

### Sprachen
Die Mehrheit der Bevölkerung, nämlich 85,57 %, benutzt als Alltagssprache Deutsch. Durch starke Zuwanderung aus dem ehemaligen Jugoslawien folgen danach mit 4,19 % Serbokroatisch und mit 3,83 % Albanisch (Stand 2000).

### Religionen – Konfessionen
Ursprünglich bestand die gesamte Einwohnerschaft aus römisch-katholischen Christen. Heute (Stand 2000) bilden diese mit 67,17 % eine schrumpfende Mehrheit. Religiöse Minderheiten sind die 12,41 % Muslime, 9,24 % evangelisch-reformierte Christen, 5,24 % Konfessionslose und 1,90 % orthodoxe Christen.

### Herkunft – Nationalität
Ende 2019 zählte die Gemeinde 5126 Einwohner. Davon waren 3768 Schweizer Staatsangehörige und 1358 (= 26,5 %) Menschen anderer Staatsangehörigkeit. Die grössten Zuwanderergruppen kommen aus Deutschland (173 Menschen), Italien (141), dem Kosovo (141), Portugal (134), Nordmazedonien (107), Bosnien und Herzegowina (95), Serbien (77), der Türkei (52), Spanien (45), Polen (38) und Österreich (26).

## Politik

### Gemeinderat
Der nebenamtlich arbeitende Gemeinderat besteht für die Legislatur 2020–2024 aus folgenden fünf Personen:
- Heinz Schumacher (FDP): Gemeindepräsident
- Margrit Künzler-Niederberger (CVP): Ressort Soziales und Gesundheit
- Patrick Meier (CVP): Ressort Finanzen und zentrale Dienste
- Stefan Hoffmann (CVP): Ressort Bildung
- Peter Ineichen (FDP): Ressort Bau und Infrastruktur

### Kantonsratswahlen
Bei den Kantonsratswahlen 2023 des Kantons Luzern betrugen die Wähleranteile in Root: Mitte (einschliesslich Junge Mitte) 24,95 %, SVP 23,79 %, FDP 16,86 %, glp (mit JGLP) 12,70 %, SP 11,47 %, Grüne (mit JG und GrüneUnt) 9,73 % und EVP 0,50 %.

### Nationalratswahlen
Bei den Schweizer Parlamentswahlen 2019 betrugen die Wähleranteile in Root: SVP 27,9 %, CVP 23,9 %, FDP 17,0 %, SP 11,6 %, GPS 9,7 %, glp 8,7 %.

## Wirtschaft
Früher fand die Bevölkerung als Bauern und Steinhauer ein Auskommen. Im Jahr 2016 gab es 422 Arbeitsstätten mit 4365 Beschäftigten. Der Anteil der Beschäftigten in der Landwirtschaft ist in den letzten Jahrzehnten stark zurückgegangen. Die Landwirtschaft bietet nur noch 1,26 % der Erwerbstätigen (55 Personen) in 22 Betrieben eine berufliche Existenz. Weit bedeutender sind heute Industrie und Gewerbe mit 91 Betrieben und 1851 Beschäftigten und der Dienstleistungsbereich mit 309 Arbeitsstätten und 2459 Beschäftigten. Der grösste Arbeitgeber ist die CPH Chemie + Papier, welche 500 Personen ein Einkommen verschafft. Weitere 2200 Arbeitsplätze werden im D4 Business Center angeboten. Root hat deshalb als eine von wenigen Luzerner Gemeinden eine positive Pendlerbilanz. 1312 Zupendlern (vor allem aus der Stadt Luzern, Ebikon und dem Kanton Zug) standen bloss 1218 Wegpendler gegenüber (in die gleichen Gebiete, woher die Zupendler kommen) (Stand 2000).

### Verkehr
Seit 1864 die Eisenbahnstrecke Zug–Luzern eröffnet wurde, hat Root mit den Stationen Gisikon-Root und Root D4 (letztgenannte: Inbetriebnahme 2001) Anschluss an den Öffentlichen Verkehr. Auf der Strasse verkehren ausserdem noch zwei Ortsbuslinien zwischen Ebikon und Root. Die Gemeinde hat seit 1986 einen eigenen Autobahnanschluss Gisikon-Root an die A14 auf der linken Seite der Reuss.

## Geschichte

Luftbild (1953)

Erste indirekte Erwähnung fand Root im Jahr 1236, als ein Ulricus de Rota als Zeuge in einer Kaufurkunde des Klosters Engelberg erwähnt wird. Die Gemeinde geriet nach dem Aussterben der Grafen von Kyburg unter die Herrschaft der Habsburger. Das Patronat über die Kirche Root übte von 1253 bis 1396 das Zisterzienserkloster Altenrief (FR) und danach bis 1478 die Propstei Zofingen aus – ehe es dann zur Propstei Luzern kam. Die weltliche Herrschaft verloren die Habsburger 1386 an Luzern (1394 vorläufig, 1474 endgültig anerkannt). Die Gemeinde gehörte bis 1798 zur Landvogtei Habsburg. Am Bauernkrieg 1653 beteiligte sich die Gemeinde nicht, was zu Steuerprivilegien führte. Vom Sonderbundskrieg im Jahre 1847 war Root stark betroffen.
Im September 2022 haben die Gemeinden Root und Honau Abklärungen über einen möglichen Zusammenschluss lanciert. Die Volksabstimmung über die Fusionierung fand am 3. März 2024 statt und wurde von beiden Gemeinden angenommen. In Root lag der Ja-Anteil bei 83,7 % und in Honau bei 75,5 %. Somit wird Honau per 1. Januar 2025 zu einem Ortsteil der Gemeinde Root.

## Bildung
In Root besuchten (Schuljahr 2017/2018) 109 Kinder die sechs Kindergartenklassen in den Kindergärten Oberfeld, Röseligarten, Wilbach und Wilweg. Die Schulhäuser Oberfeld, St. Martin und Wilbach boten 309 Primarschülern in 18 Klassen und die Schulhäuser Arena und Widmermatte 206 Oberstufenschülern in 13 Klassen eine Bildungsmöglichkeit. Mittelschulen und Universität besucht die Mehrzahl der Lernenden in Luzern. Die Sekundarschule besuchen nebst den Jugendlichen aus Root auch die Gleichaltrigen aus Dierikon, Gisikon und Honau. Deshalb ist die Zahl der Sekundarschulbesuchenden mit 206 Personen bedeutend höher als die Anzahl der in Root lebenden Personen dieser Altersstufe (143).

### Lernende mit Schulort Root
| Schuljahr (2017/2018) | Kindergarten | Primarschule | Sekundarstufe, alle Niveaus | Gesamthaft |
| --------------------- | ------------ | ------------ | --------------------------- | ---------- |
| Abteilungen           | 6            | 18           | 13                          | 37         |
| Lernende              | 109          | 309          | 206                         | 624        |

aus der Gemeinde und Nachbargemeinden; Quelle LUSTAT

### Lernende mit Wohnort Root
| Schuljahr (2017/2018) | Kindergarten | Basisstufe | Primarschule | Sekundarstufe, Niveau A/B | Sekundarstufe, Niveau C | Integrierte Sekundarschule | Gesamthaft |
| --------------------- | ------------ | ---------- | ------------ | ------------------------- | ----------------------- | -------------------------- | ---------- |
| Lernende              | 110          | 1          | 313          | 92                        | 46                      | 5                          | 567        |

in der Gemeinde wohnhaft; Quelle LUSTAT

## Sehenswürdigkeiten
Sehenswert sind das vermutlich erstmals um 600 n. Chr. errichtete Missionskreuz auf dem Michaelskreuz und die dazugehörende Wallfahrtskapelle. Weitere Gotteshäuser, so unter anderem die Dorfkirche St. Martin, sind ebenfalls einen Abstecher nach Root wert.
Ausserdem finden Touristen ein Bauernhaus aus dem 17. Jahrhundert mit Heiligenfiguren (ebenfalls auf dem Michaelskreuz) vor.
Seit dem Jahre 2002 besteht das Museum Root in einem aus dem 17. Jahrhundert stammenden Luzerner Tätschhaus und erzählt Dorf- und Schuhmachergeschichte(n) von Root.

## Bilder

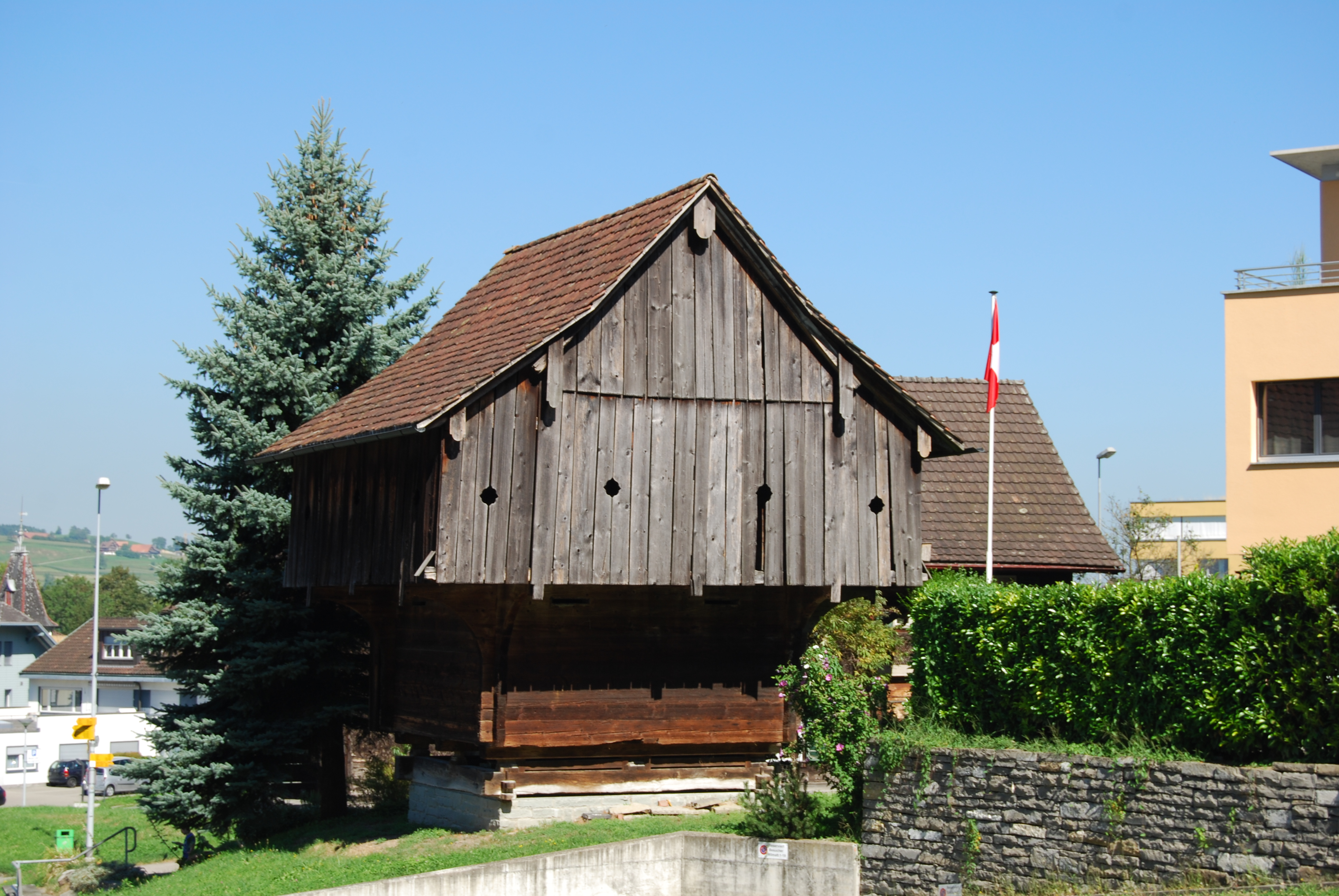
Kornspeicher neben der Kirche St. Martin
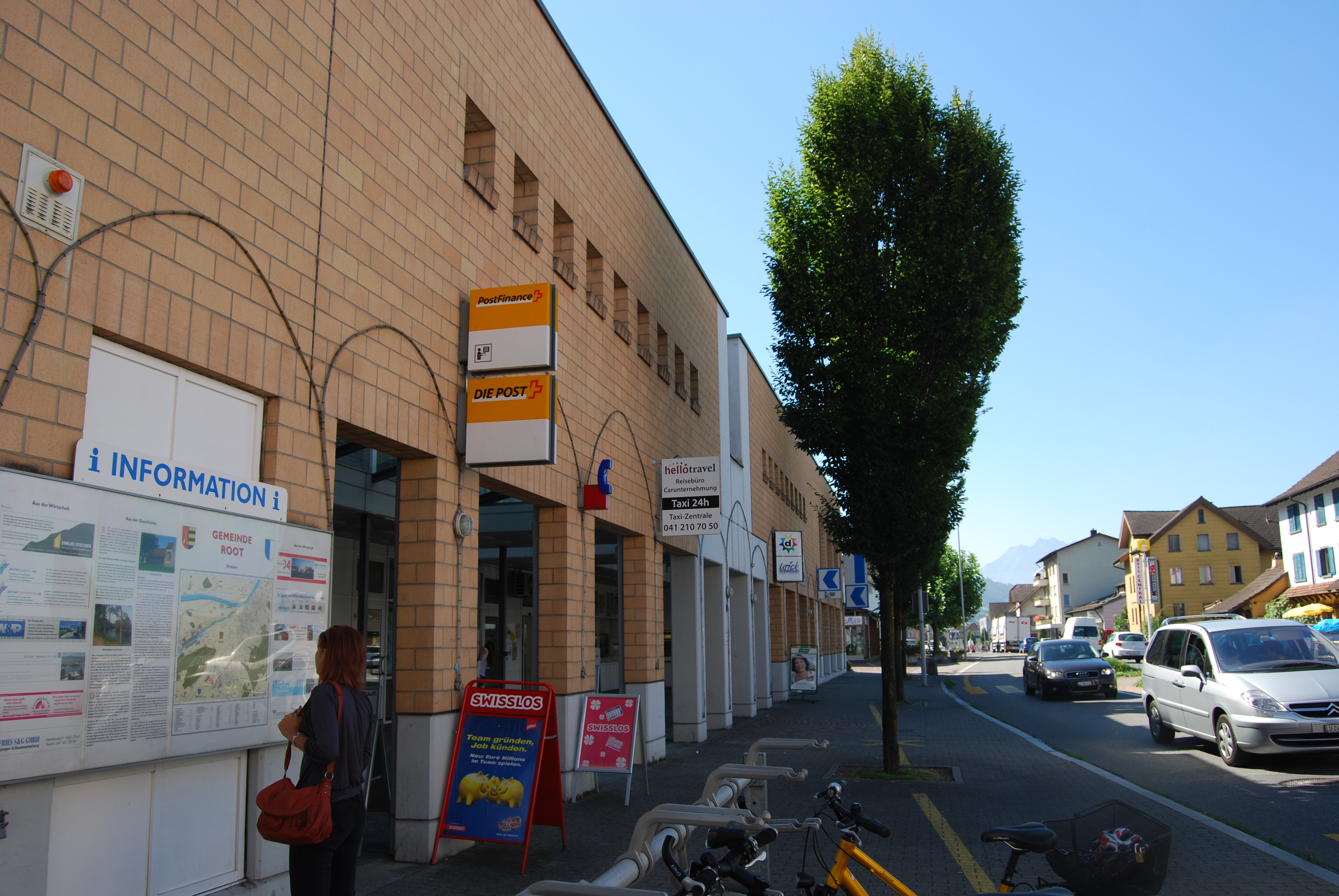
Luzernstrasse mit Poststelle
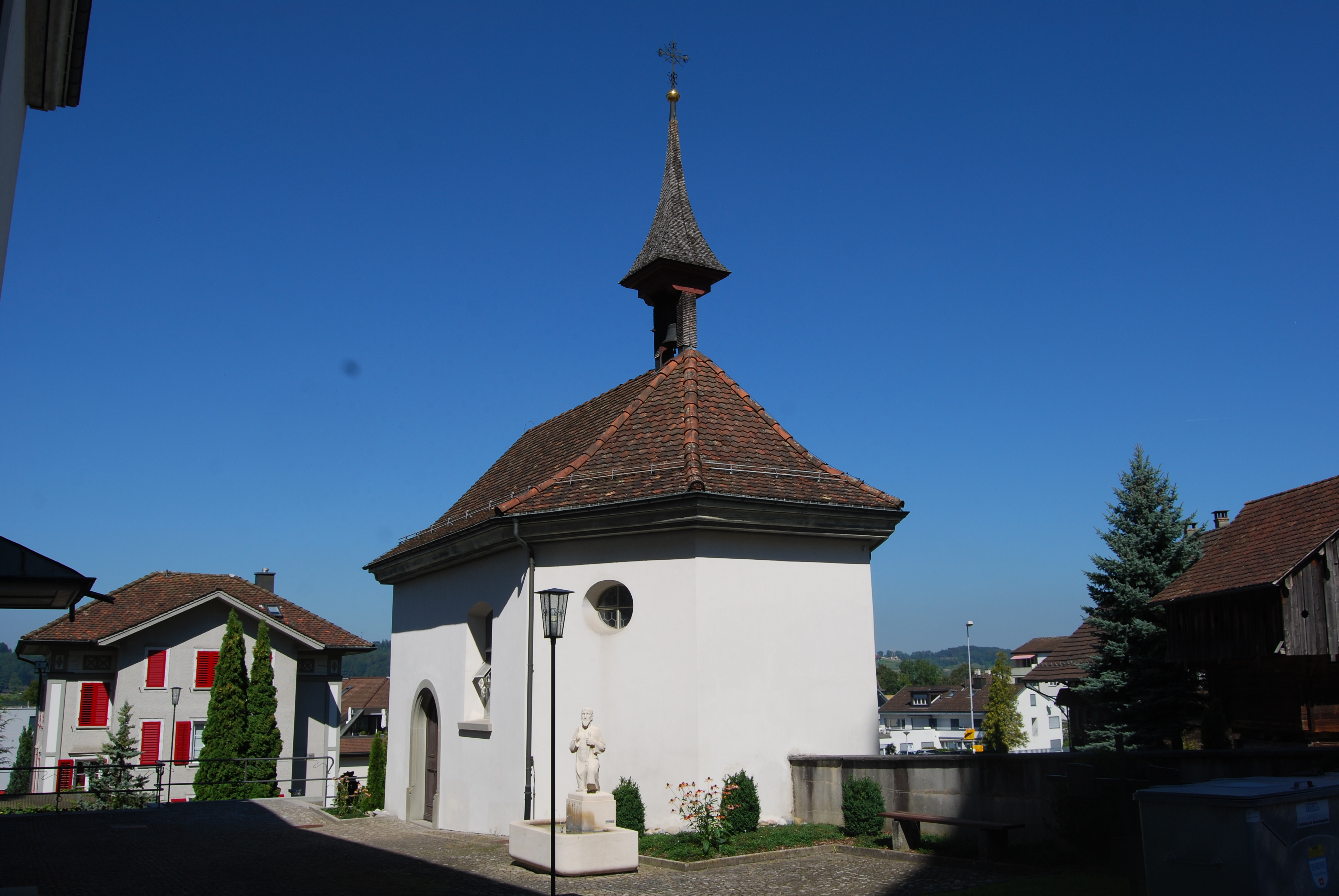
Beinhaus der Kirche St. Martin
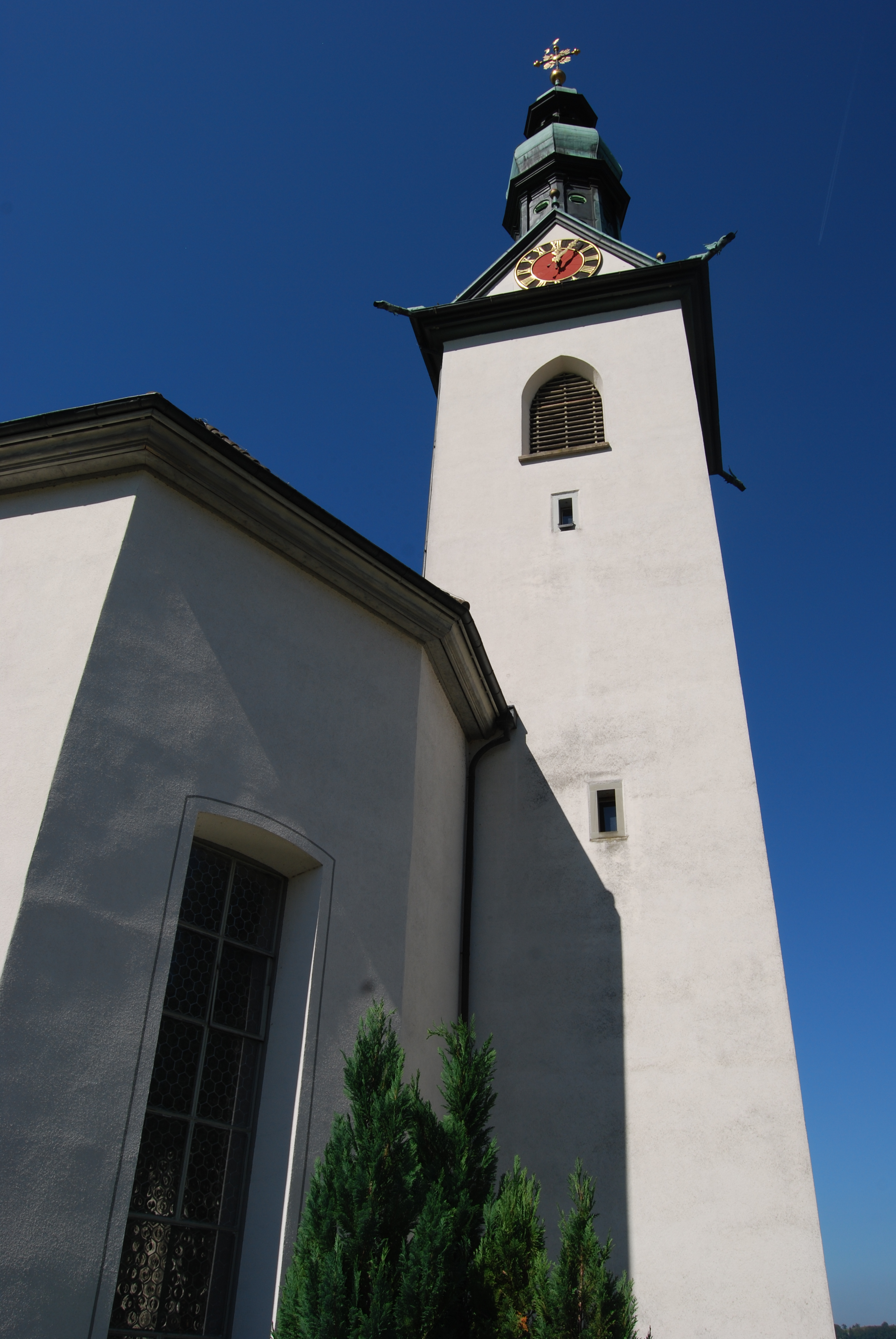
Kirche St. Martin
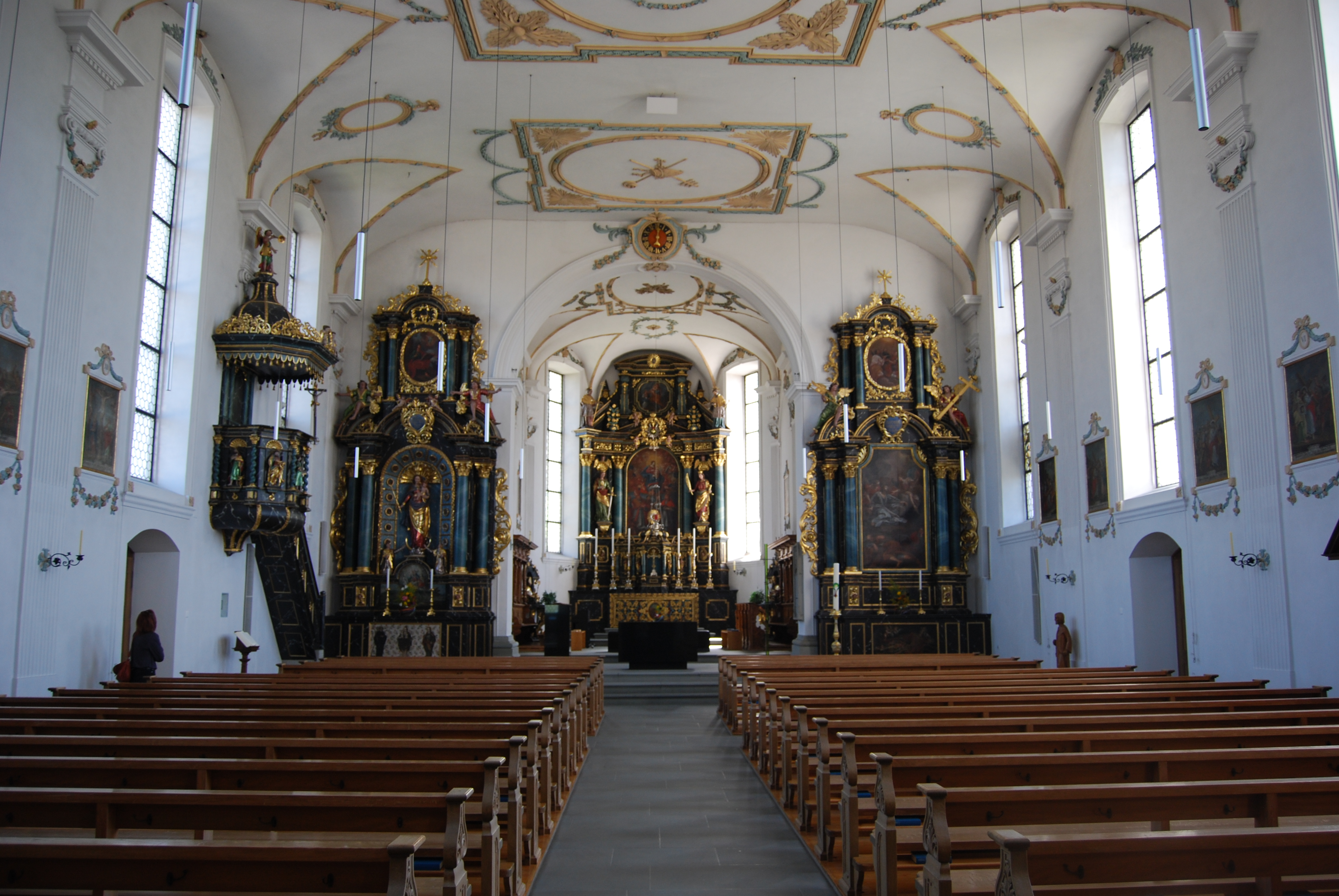
Innenansicht der Kirche St. Martin
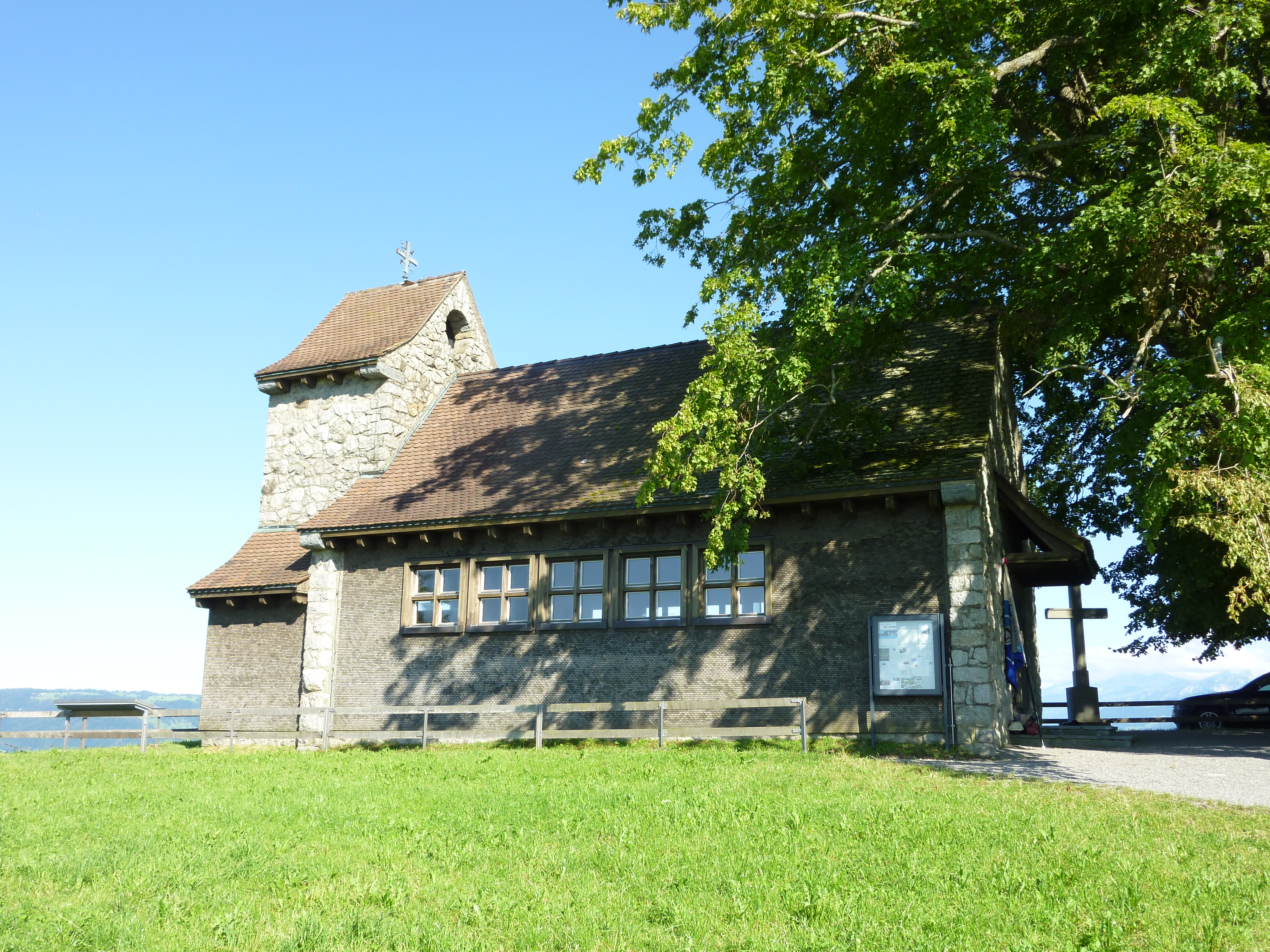
Kapelle Michaelskreuz

## Persönlichkeiten
- Jakob Tanner (* 1950 in Root LU), Neuzeithistoriker
- Judith Kennel (* 1958), Regisseurin und Drehbuchautorin
- Erich Langjahr (* 1944), Regisseur

## Film
Erich Langjahr, Silvia Haselbeck: Das Rössli, die Seele eines Dorfes, Kinodokumentarfilm aus dem Jahr 2019. Der Film erzählt die historischen und baulichen Ereignisse des 1751 erbauten Gasthauses «Rössli» in Root.